# Power (album)
Power je jediné studiové album bývalé pražské skinheadské rasistické Oi! kapely Braník. Vydáno bylo roku 1991. Skupina se rozpadla o rok později.

## Písně
1. Oi! na ROI!
2. Praha
3. Tvoje cesta
4. Sharp
5. Čechy Čechům
6. Kudy dál
7. Bílá Evropa
8. Teď je náš svět
9. Šance
10. Mrdavá
11. Branická šlechta
12. Samet
13. V Braníku je živo
14. New Orleans
15. Doprava
16. Pivopád
17. Svítá
18. Tramvaj č. 54